# Alpine Village (condado de Alpine)
Alpine Village es un área no incorporada ubicada en el condado de Alpine en el estado estadounidense de California.

## Geografía
Alpine Village se encuentra ubicada en las coordenadas 38°46′23″N 119°49′5″O / 38.77306, -119.81806.